# لوئیز آمتسبرگ
لوئیز آمتسبرگ ۱۷ اکتبر ۱۹۸۴) یک سیاستمدار آلمانی از اتحاد ۹۰/سبزها است که از زمان انتخابات فدرال در سال ۲۰۱۳ عضو بوندستاگ آلمان بوده‌است. او در سال ۲۰۱۳ و ۲۰۱۷ در حوزه انتخابیه کیل شرکت کرد.

آمتسبرگ علاوه بر کار پارلمانی خود، از سال ۲۰۲۲ به عنوان کمیسر دولت فدرال برای سیاست حقوق بشر و کمک‌های بشردوستانه در دولت صدراعظم اولاف شولز خدمت کرده‌است.

## سنین جوانی و تحصیل
آمتسبرگ در منطقه کارلشورست برلین شرقی بزرگ شد. در سال ۲۰۰۴ از دبیرستان در همور، نیدرزاکسن فارغ‌التحصیل شد.
از سال ۲۰۰۴ تا ۲۰۱۳ آمتسبرگ مطالعات اسلامی، علوم سیاسی و الهیات را در دانشگاه مسیحی آلبرشتز کیل مطالعه کرد. او در طول تحصیل، از سال ۲۰۰۶ به عنوان رئیس ASTA خدمت کرد. او در سال ۲۰۱۳ با الگوبرداری از جنبش زنان فلسطین با پایان‌نامه کارشناسی ارشد در مورد فمینیسم در اسلام فارغ‌التحصیل شد.

## زندگی سیاسی
آمتسبرگ از سال ۲۰۰۹ تا ۲۰۱۲ عضو پارلمان ایالتی شلزویگ-هولشتاین بود و در آنجا به عنوان سخنگوی گروه پارلمانی خود در امور پناهندگان و نئونازیسم فعالیت می‌کرد. از سال ۲۰۱۲ تا ۲۰۱۳، او به عنوان رئیس کیل گرنز خدمت کرد.
در انتخابات ۲۰۱۳، آمتسبرگ برای حزب سبز در شلزویگ-هولشتاین به پارلمان بوندستاگ انتخاب شد. او در پارلمان از سال ۲۰۱۴ عضو کمیته امور داخلی بوده‌است. در این سمت، او سخنگوی گروه پارلمانی خود در امور پناهندگان نیز می‌باشد. از سال ۲۰۱۴ تا ۲۰۱۷، او همچنین در کمیته دادخواست‌ها خدمت کرد. در سال ۲۰۱۷، او دوباره در لیست شماره ۱ و به عنوان نامزد مستقیم در حوزه انتخابیه کیل ۵ نامزد شد و مجدداً انتخاب شد.
آمتسبرگ علاوه بر وظایف کمیته خود، از سال ۲۰۱۴ بخشی از هیئت آلمانی در مجمع پارلمانی شورای اروپا بوده‌است. او به عنوان نایب رئیس گروه دوستی پارلمانی آلمان و ترکیه (از سال ۲۰۱۸) و گروه دوستی پارلمانی برای روابط با کشورهای عرب زبان در خاورمیانه که مسئول حفظ روابط بین پارلمانی با بحرین، عراق است، خدمت کرده‌است. یمن، اردن، قطر، کویت، لبنان، عمان، عربستان سعودی، سوریه، امارات متحده عربی، سرزمین‌های فلسطین (۲۰۱۳–۲۰۱۷). او همچنین عضو گروه دوستی پارلمانی آلمان و مصر و گروه دوستی پارلمانی برای روابط با کشورهای مغرب است.
در دسامبر ۲۰۱۴، آمتسبرگ و کاترین گورینگ-اکارت از اردوگاه آوارگان زعتری در اردن بازدید کردند تا در مورد وضعیت اسفناک سوری‌هایی که از خشونت در جنگ داخلی سوریه در حال فرار در سال ۲۰۱۱ فرار، اطلاعات بیشتری کسب کنند.
تحت چتر برنامه پدرخواندگی پارلمان آلمان برای فعالان حقوق بشر، آمتسبرگ در حال افزایش آگاهی در مورد فعالیت‌های ناراضیان تحت تعقیب نرگس محمدی از ایران، گونال کورشون از ترکیه و عیسی امرو از فلسطین بوده‌است.
در مذاکرات برای تشکیل یک ائتلاف به اصطلاح چراغ راهنمایی از حزب سوسیال دموکرات (SPD)، حزب سبز و دموکرات‌های آزاد (FDP) پس از انتخابات ۲۰۲۱ آلمان، آمتسبرگ رهبری هیئت حزب خود را در گروه کاری مهاجرت و ادغام بر عهده داشت. ; روسای مشترک سایر احزاب بوریس پیستوریوس و یواخیم استمپ بودند.

## فعالیتهای دیگر
- بنیاد فدرال برای ارزیابی مجدد دیکتاتوری SED - عضو جایگزین هیئت امناء.
- انجمن دوستی آلمان و عرب (DAFG) - عضو هیئت مدیره.[۸]
- خدمات آشتی اقدام برای صلح (ASF) - عضو.
- Pro Asyl - عضو.

## زندگی شخصی
آمتسبرگ متأهل است. او در سال ۲۰۱۶ یک پسر به دنیا آورد. خانواده در برلین زندگی می‌کنند.